# Fan An Jēn
Fan An Jēn (XIII secolo – XIII secolo) è stato un pittore cinese.

## Biografia
Fan fu un pittore cinese attivo intorno alla metà del XIII secolo.
Educato nelle spirito accademico tardo Song, presto si indirizzò verso ricerche naturalistiche, quali si stavano sviluppando nei conventi della setta Ch'an.
La sua attività più significativa è costituita da esemplari in cui prevale l'interpretazione simbolica di forme vegetali o animali.
Sono famosi i suoi esili narcisi, le filiforme orchidee e soprattutto i fiori di pruno, simbolo di primavera.
Anche i pesci e particolarmente le carpe divennero per Fan argomento di approfondimento naturalistico e nello stesso tempo di trasfigurazione decorativa.
Piacque molto ai contemporanei e fu fonte di imitazione per molti artisti delle epoche successive, soprattutto per gli effetti di ritmo che si potevano trarre dalle sue linee tenuissime e mobili.
Poche sono le opere di sicura attribuzione, conservate al Museo di Pechino, moltissime invece sono le copie, che specie nel XVIII e XIX secolo furono contese in molti paesi d'Europa.

## Opere
- Narcisi;[3]
- Orchidee;
- Fiori di pruno;
- Pesci;[4]
- Carpe.